# Songwriters on Parade
Songwriters on Parade è stato uno spettacolo teatrale di rivista che ha visto la partecipazione di numerosi musicisti e autori. È considerato uno degli ultimi bagliori del genere Vaudeville e si è svolto fra il 1931 e il 1940 con performance lungo la costa est degli Stati Uniti all'interno dei circuiti teatrali degli imprenditori e manager Marcus Loew e Benjamin Franklin Keith.

## Lista parziale di musicisti e autori partecipanti[3]
- Sidney Clare
- Jack Lawrence
- Al Lewis
- Gerald Marks
- Vincent Rose
- Walter Samuels
- Jean Schwartz
- Al Sherman
- Abner Silver
- Nat Simon
- Charles Tobias
- Henry Tobias
- Percy Wenrich